# 羅姆內區 (蘇梅州)

羅姆內區在蘇梅州的位置

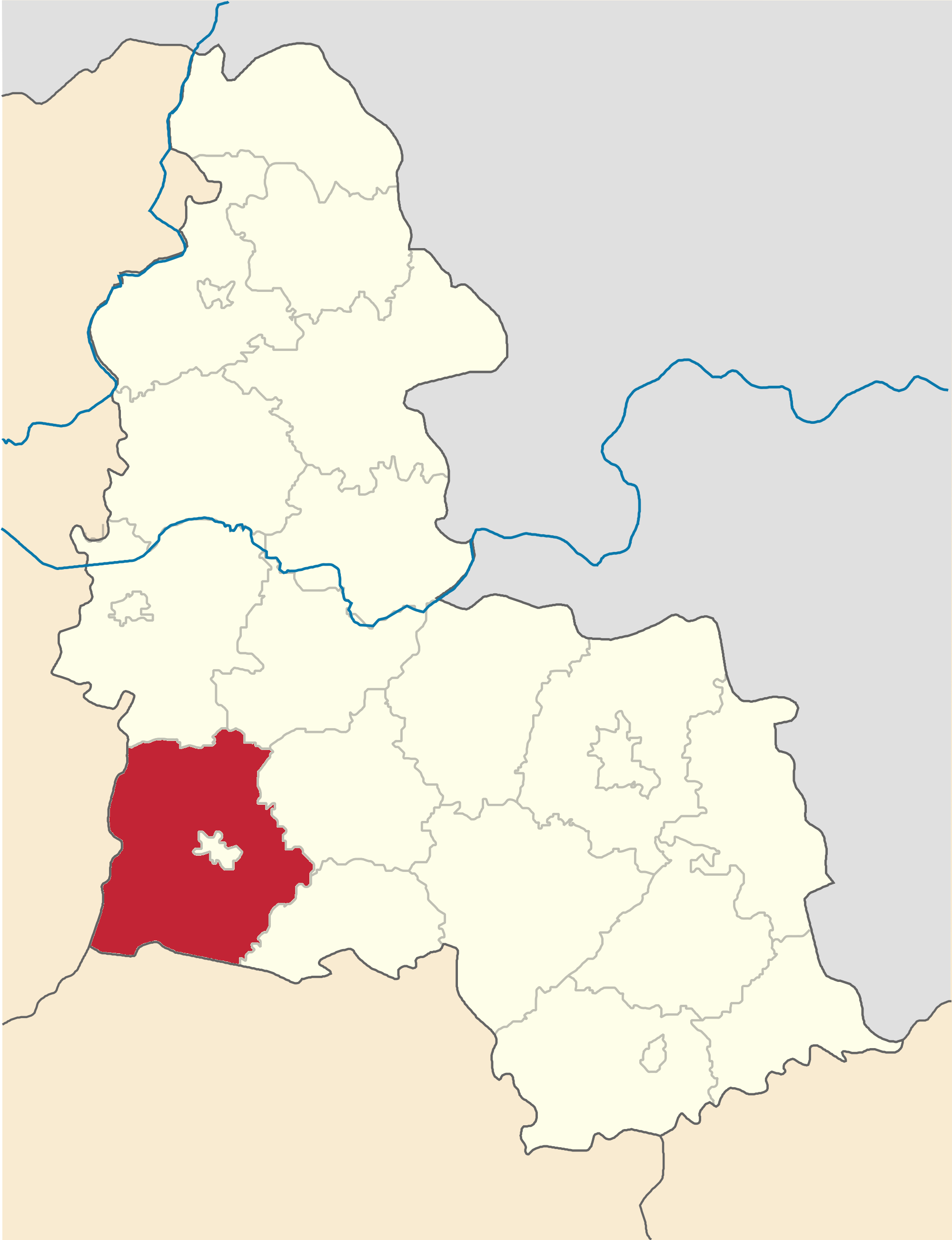
改革前羅姆內區在蘇梅州的位置

羅姆內區（烏克蘭語：Роменський район）是烏克蘭蘇梅州的一個區，位於該國東北部，行政中心設於羅姆內，2021年人口数量为109,658人。

## 历史
2020年7月18日乌克兰施行了行政区划改革，蘇梅州的区份数量减至5个，羅姆內區的面积显著扩大。改革前羅姆內區的面积为1,900平方公里，2020年人口数量为30,876人。